# Christine Pak
Christine Pak es una exactriz coreana-canadiense, que recibió una nominación a los Premio Genie como Mejor Actriz en los 7º Premios Genie 1986 por su actuación en la película 90 Días.
Originaria de Seúl, Corea del Sur, su familia se mudó a Vancouver, Columbia Británica, cuando era una adolescente. Más tarde compitió y ganó el concurso Miss Corea de Canadá. No era aspirante a actriz, pero ganó el papel de 90 Días, después de llevar a su hermana a las audiciones y ser invitada a tomar parte en ella.
Posteriormente, tuvo un pequeño papel en la película Los Creyentes, y, debido a su participación en 90 Días obtuvo un papel en la secuela The Last Straw. No siguió trabajando como actriz después.